# Smart Shooter SMASH

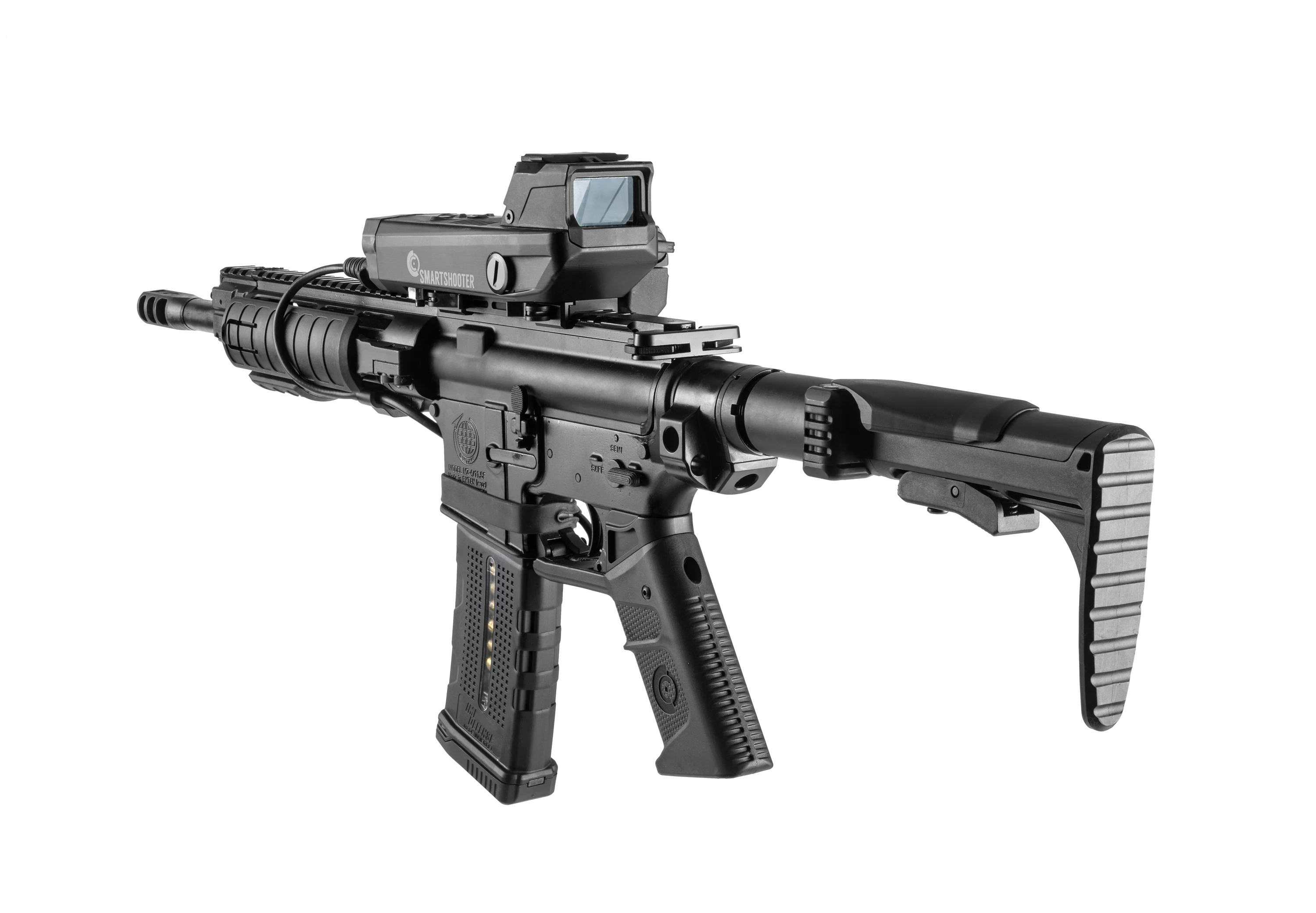
Emtan MZ-4 mit dem SMASH Feuerleitsystem; Sichtbar ist das optoelektronische Visier und das Zusatzmodul am Abzug

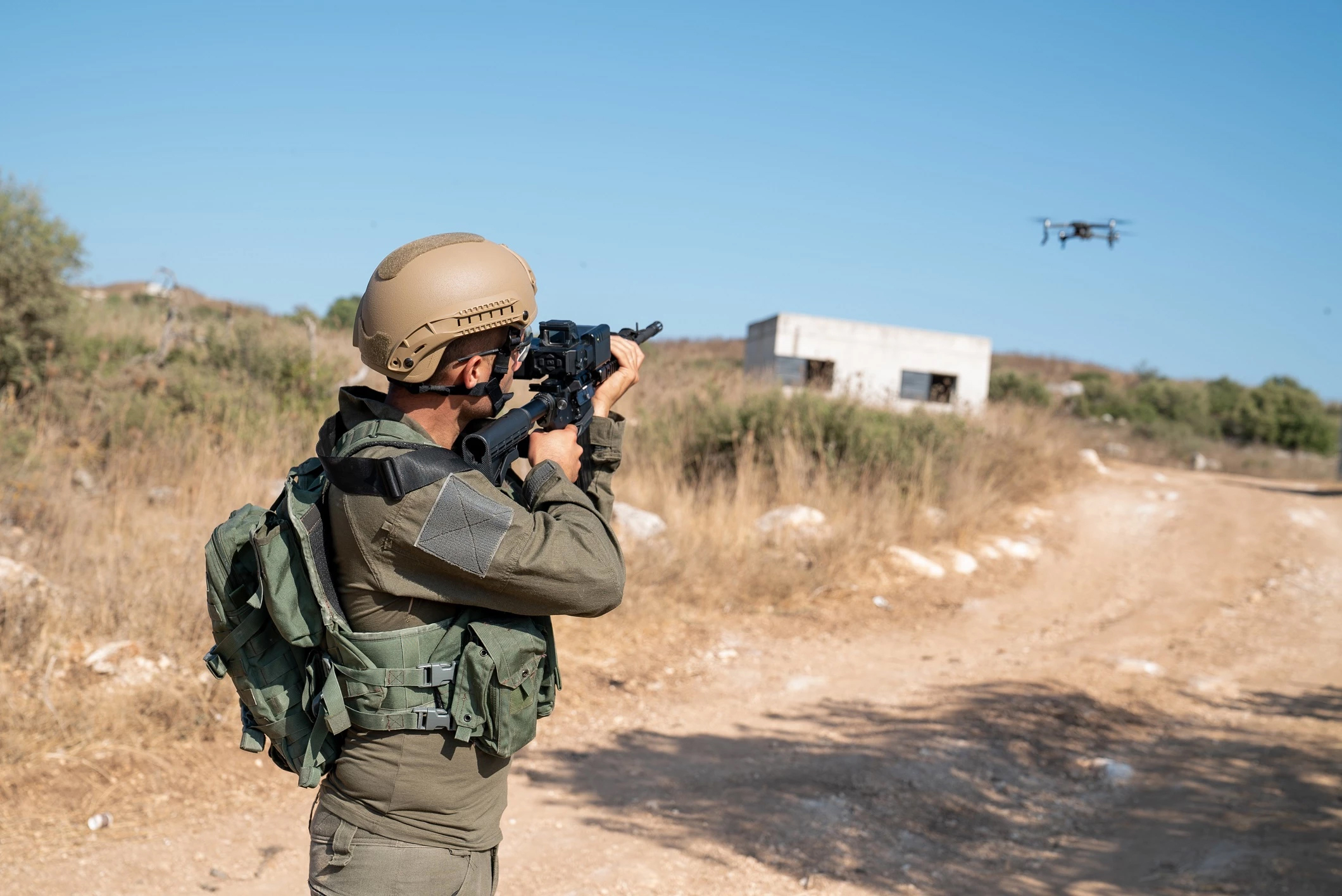
SMASH Feuerleitsystem bei Drohnenabwehr

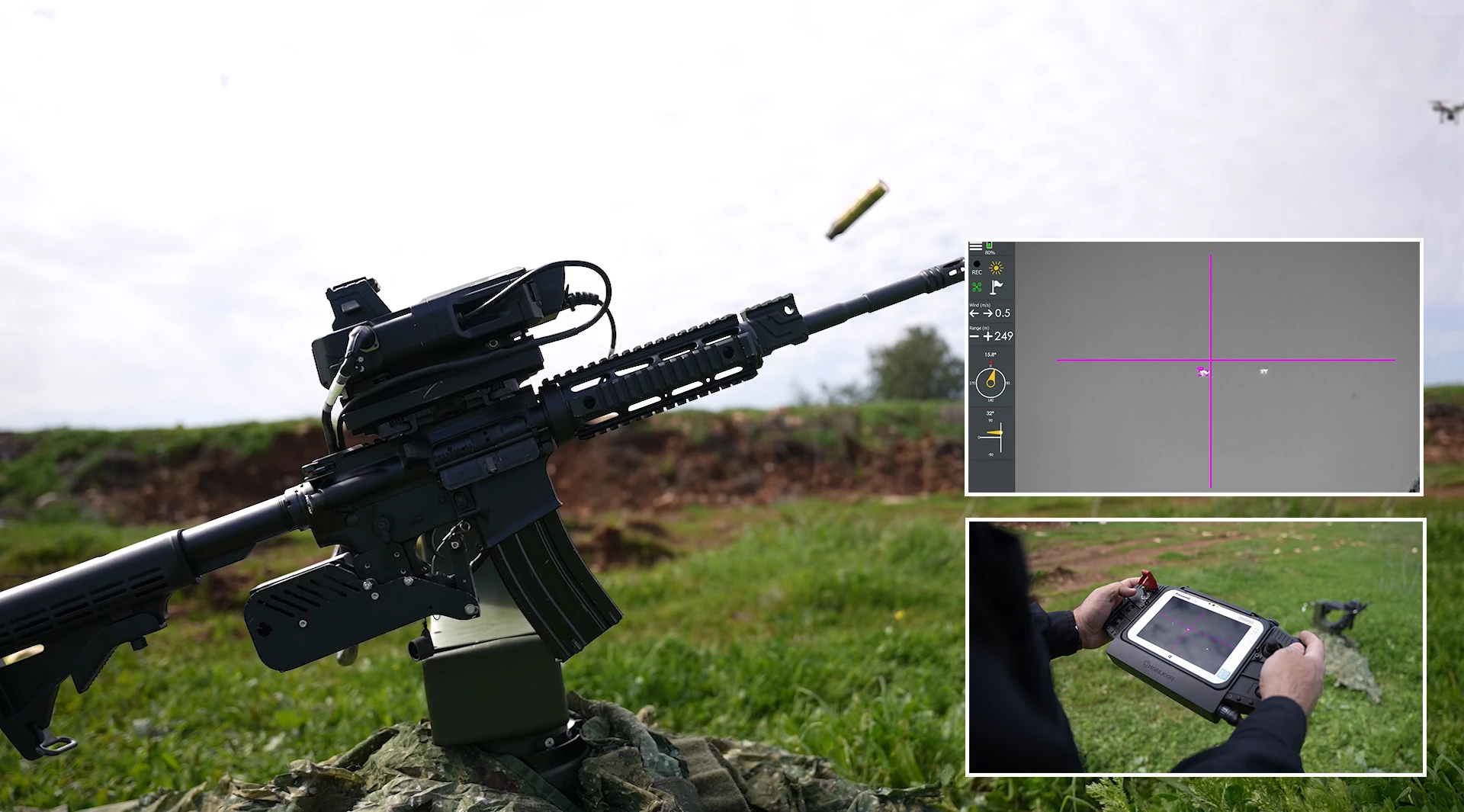
SMASH Hopper, eine fernbedienbare Waffenstation

Smart Shooter SMASH ist ein Feuerleitsystem für Handfeuerwaffen. Es gilt als innovativ, weil es die Zielgenauigkeit wesentlich steigert und ist somit wegweisend für militärische Handfeuerwaffen.

## Geschichte
Das Unternehmen Smart Shooter wurde 2011 von Michal Mor und Avshalom Ehrlich im Kibbutz Jagur gegründet. Mor studierte Arbeits- und Organisationspsychologie sowie Ergonomie am Technion. Ehrlich studierte Informatik, Kognitionspsychologie und Ergonomie an der Universität Haifa. Beide arbeiteten bei Rafael an Lenkflugkörpern. Sie verließen Rafael 2006, um bei verschiedenen Start-ups wie z. B. Better Place zu arbeiten.
2012 begann die Entwicklung des Systems. Die ursprüngliche Intention war ein Feuerleitsystem für Handfeuerwaffen, um Schießfehler zu vermeiden und Zielgenauigkeit auch bei nicht ständig trainierenden Soldaten deutlich zu verbessern. Für Israels Verteidigung sind nämlich Reservisten eminent; diese absolvieren Schießtraining aber nicht so häufig wie aktive Soldaten.
Das Unternehmen wurde vom Direktorat für Verteidigungsforschung und -entwicklung des israelischen Verteidigungsministeriums (MAFAT) gefördert. Später stellte sich heraus, dass SMASH auf die neue Bedrohungslage der kleinen Kamikazedrohnen adaptiert werden kann. Dieses weckte das Interesse von verschiedenen Staaten.
SMASH wurde von Israel im Kampf gegen die Hamas im Gazastreifen sowohl gegen Drohnen als auch im Bodenkampf eingesetzt.

## Technik
SMASH ist ein Rüstsatz für herkömmliche Handfeuerwaffen und besteht aus einem elektrooptischen Visier, Computer für Bilderkennung und ballistische Berechnung sowie einem Modul für den Abzug. Je nach Modus können Bodenziele oder fliegende Drohnen erkannt und verfolgt werden. Die Zielverfolgung ist inspiriert von der Raketen-Lock-on- und Kampfflugzeug-Head-up-Display-Technologie. SMASH wirkt gegen verschiedene Zielfehler, Verreißen der Waffe und gegen falsches Abschätzen von Entfernungen und Vorhalt.
Ist ein Ziel durch den Schützen festgelegt, errechnet der Computer dynamisch den optimalen Zielpunkt und zeigt ihn dem Schützen im Okular an. Dabei können sich der Schütze selbst, wie auch das Ziel in der Bewegung befinden. Wenn der Schütze den Abzug betätigt, blockiert das SMASH zunächst die Schussauslösung und prüft das ob die Waffe auch auf den errechneten Zielpunkt zielt. Erst wenn die Waffe auch wirklich auf den errechneten Zielpunkt zielt, erfolgt die Schussauslösung. Der Schütze kann aber bei Bedarf auch das Zielsystem deaktivieren und Schüsse manuell abgeben.
Ein Lithium-Ionen-Akkumulator hält das System etwa 72 Stunden betriebsbereit.

## Varianten
- SMASH X4, mit 4-facher optischer Vergrößerung und Laser-Entfernungsmesser[1]

- Hopper: fernbedienbare Waffenstation mit dem SMASH Feuerleitsystem.[6]

- SMASH DOME: SMASH Hopper erweitert um Radarsensoren, spezielle für Drohnenabwehr[7]

- Dragon: Modul für Drohnen um diese mit einem Gewehr samt SMASH Feuerleitsystem auszurüsten.[8]